# Nicola Hein
Nicola Leonard Hein (Düsseldorf, 15 december 1988) is een Duitse gitarist, componist en klankkunstenaar in de geïmproviseerde muziek en free jazz.
Hein studeerde jazzgitaar, filosofie en germanistiek aan de Johannes Gutenberg Universiteit in Mainz. Hij was en is vooral actief in de geïmproviseerde muziek-scene van Keulen, zoals in de groep Blemishes (o.a. met  Thomas Lumley en Constantin Herzog), in Tonverbrechung (met Elisabeth Fügemann, Sophie Reyer, Lukas Truniger), Eleganze (met Paul Hubweber, Elisabeth Fügemann) en met Niklas Wandt (Duo Anthropophagus II). Hij heeft verder gespeeld met Paul Lytton, Etienne Nillesen, Robert Landfermann, Carl Ludwig Hübsch, Philip Zoubek, Matthias Muche, Udo Moll, Georg Wissel, Uli Böttcher, Ulrich Phillipp, Leonhard Huhn en Brad Henkel. In zijn solo-concerten zoekt Hein naar mogelijkheden om het spectrum van gitaarklanken uit te breiden.

## Discografie (selectie)
- Blemishes: True German Hateful and Misanthropic Free Improv (Blemishes, 2012), met Constantin Herzog, Thomas Lumley, Niklas Wandt
- Blemishes: Libido (Ana Ott, 2014), met Thomas Lumley, Constantin Herzog, Niklas Wandt
- Das Ekelhafteste Genießen (2014), met Constantin Herzog, Daniele Martini, Leo Huhn, Niklas Wandt, Matthias Mainz, Joker Nies[3]
- Rotozaza Zero (Leo Records 2016), met Rudi Mahall, Adam Pultz Melbye, Christian Lillinger
- Matthias Muche/Nicola Hein Hot Jazz (Jazzwerkstatt Berlin 2016)
- Matthias Muche/Nicola Hein (7000 Eichen): Transferration (Jazzwerkstatt, 2016)